# Maconellicoccus leptospermi
Maconellicoccus leptospermi är en insektsart som beskrevs av Williams 1985. Maconellicoccus leptospermi ingår i släktet Maconellicoccus och familjen ullsköldlöss. Inga underarter finns listade i Catalogue of Life.